# Hipismo nos Jogos Olímpicos de Verão de 2012 - CCE por equipes

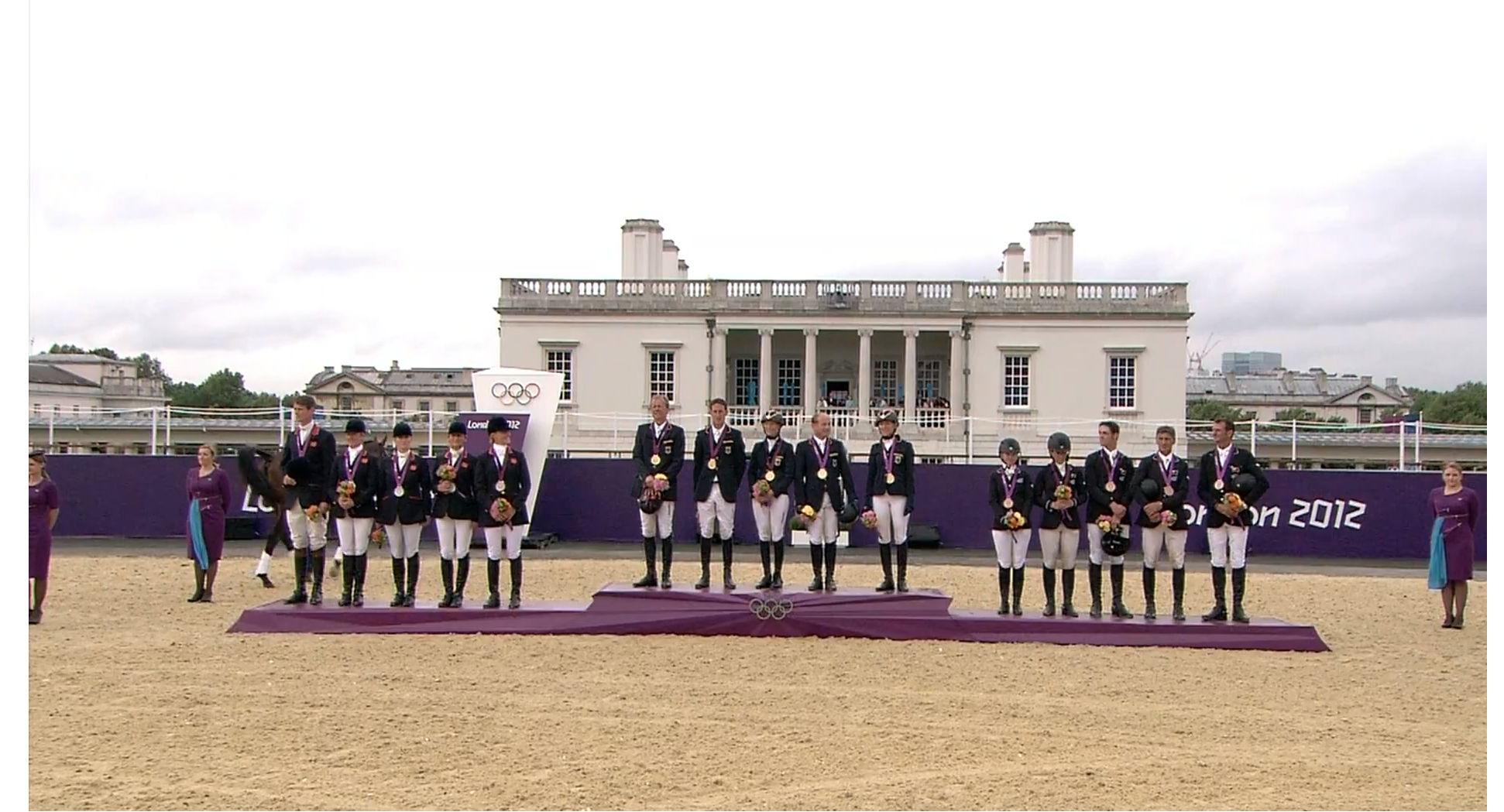
Pódio do CCE por equipes.

A competição de CCE por equipes do hipismo nos Jogos Olímpicos de Verão de 2012 foi realizada entre os dias 28 e 31 de julho no Greenwich Park.

## Calendário
Horário local (UTC+1)
| Dia         | Horário | Fase                 |
| ----------- | ------- | -------------------- |
| 28 de julho | 10:00   | Adestramento (Dia 1) |
| 29 de julho | 10:00   | Adestramento (Dia 2) |
| 30 de julho | 12:30   | Cross-country        |
| 31 de julho | 10:30   | Saltos               |

## Medalhistas
|  | GER Alemanha |  | GBR Grã-Bretanha |  | NZL Nova Zelândia |
|  | Peter Thomsen (Barny) Dirk Schrade (King Artus) Ingrid Klimke (Butts Abraxxas) Sandra Auffarth (Opgun Louvo) Michael Jung (Sam) |  | Nicola Wilson (Opposition Buzz) Mary King (Imperial Cavalier) Zara Phillips (High Kingdom) Kristina Cook (Miners Frolic) William Fox-Pitt (Lionheart) |  | Jonelle Richards (Flintstar) Jonathan Paget (Clifton Promise) Caroline Powell (Lenamore) Andrew Nicholson (Nereo) Mark Todd (Campino) |

## Resultados
O CCE consiste de uma prova combinada de adestramento, cross-country e saltos. Os resultados da competição individual são considerados para a competição por equipes, sendo que para a soma da equipe são descartadas as duas piores pontuações.

### Adestramento
| CON                | Resultados individuais | Resultados individuais  | Resultados individuais | Pen. equipe | Pos. |
| CON                | Ginetes                | Cavalo                  | Pen.                   | Pen. equipe | Pos. |
| ------------------ | ---------------------- | ----------------------- | ---------------------- | ----------- | ---- |
| GER Alemanha       | Peter Thomsen          | Barny                   | 58.50                  | 119.10      | 1    |
| GER Alemanha       | Dirk Schrade           | King Artus              | 39.80                  | 119.10      | 1    |
| GER Alemanha       | Ingrid Klimke          | Butts Abraxxas          | 39.30                  | 119.10      | 1    |
| GER Alemanha       | Sandra Auffarth        | Opgun Luovo             | 40.00                  | 119.10      | 1    |
| GER Alemanha       | Michael Jung           | Sam                     | 40.60                  | 119.10      | 1    |
| AUS Austrália      | Chris Burton           | HP Leilani              | 46.10                  | 122.10      | 2    |
| AUS Austrália      | Sam Griffiths          | Happy Times             | 45.40                  | 122.10      | 2    |
| AUS Austrália      | Andrew Hoy             | Rutherglen              | 41.70                  | 122.10      | 2    |
| AUS Austrália      | Lucinda Fredericks     | Flying Fish             | 40.00                  | 122.10      | 2    |
| AUS Austrália      | Clayton Fredericks     | Bendigo                 | 40.40                  | 122.10      | 2    |
| GBR Grã-Bretanha   | Nicola Wilson          | Opposition Buzz         | 51.70                  | 127.00      | 3    |
| GBR Grã-Bretanha   | Mary King              | Imperial Cavalier       | 40.90                  | 127.00      | 3    |
| GBR Grã-Bretanha   | Zara Phillips          | High Kingdom            | 46.10                  | 127.00      | 3    |
| GBR Grã-Bretanha   | Kristina Cook          | Miners Frolic           | 42.00                  | 127.00      | 3    |
| GBR Grã-Bretanha   | William Fox-Pitt       | Lionheart               | 44.10                  | 127.00      | 3    |
| SWE Suécia         | Linda Algotsson        | La Fair                 | 59.80                  | 128.20      | 4    |
| SWE Suécia         | Ludvig Svennerstål     | Shamwari                | 43.70                  | 128.20      | 4    |
| SWE Suécia         | Sara Algotsson Ostholt | Wega                    | 39.30                  | 128.20      | 4    |
| SWE Suécia         | Niklas Lindbäck        | Keymaster               | 45.20                  | 128.20      | 4    |
| SWE Suécia         | Malin Petersen         | Sofarsogood             | 60.40                  | 128.20      | 4    |
| NZL Nova Zelândia  | Jonelle Richards       | Flintstar               | 56.70                  | 128.20      | 4    |
| NZL Nova Zelândia  | Jonathan Paget         | Clifton Promise         | 44.10                  | 128.20      | 4    |
| NZL Nova Zelândia  | Caroline Powell        | Lenamore                | 52.20                  | 128.20      | 4    |
| NZL Nova Zelândia  | Andrew Nicholson       | Nereo                   | 45.00                  | 128.20      | 4    |
| NZL Nova Zelândia  | Mark Todd              | Campino                 | 39.10                  | 128.20      | 4    |
| JPN Japão          | Toshiyuki Tanaka       | Marquis de Plescop      | 55.00                  | 130.70      | 6    |
| JPN Japão          | Takayuki Yumira        | Latina                  | 58.50                  | 130.70      | 6    |
| JPN Japão          | Atsushi Negishi        | Pretty Darling          | 50.40                  | 130.70      | 6    |
| JPN Japão          | Kenki Sato             | Chippieh                | 42.20                  | 130.70      | 6    |
| JPN Japão          | Yoshiaki Oiwa          | Noonday de Conde        | 38.10                  | 130.70      | 6    |
| USA Estados Unidos | Boyd Martin            | Otis Barbotiere         | 50.70                  | 138.80      | 7    |
| USA Estados Unidos | Karen O'Connor         | Mr. Medicott            | 48.20                  | 138.80      | 7    |
| USA Estados Unidos | Tiana Coudray          | Ringwood Magister       | 52.00                  | 138.80      | 7    |
| USA Estados Unidos | William Coleman        | Twizzel                 | 46.30                  | 138.80      | 7    |
| USA Estados Unidos | Phillip Dutton         | Mystery Whisper         | 44.30                  | 138.80      | 7    |
| BEL Bélgica        | Virginie Caulier       | Nepal du Sudre          | 48.30                  | 139.00      | 8    |
| BEL Bélgica        | Carl Bouckaert         | Cyrano Z                | 53.00                  | 139.00      | 8    |
| BEL Bélgica        | Marc Rigouts           | Dunkas                  | 50.70                  | 139.00      | 8    |
| BEL Bélgica        | Joris Vanspringel      | Lully des Aulnes        | 51.90                  | 139.00      | 8    |
| BEL Bélgica        | Karin Donckers         | Gazelle de la Brasserie | 40.00                  | 139.00      | 8    |
| FRA França         | Denis Mesples          | Oregon de la Vigne      | 61.50                  | 142.90      | 9    |
| FRA França         | Aurélien Kahn          | Cadiz                   | 55.90                  | 142.90      | 9    |
| FRA França         | Lionel Guyon           | Nemetis de Lalou        | 50.90                  | 142.90      | 9    |
| FRA França         | Donatien Schauly       | Ocarina du Chanois      | 44.40                  | 142.90      | 9    |
| FRA França         | Nicolas Touzaint       | Hildago de L'Ile        | 47.60                  | 142.90      | 9    |
| IRL Irlanda        | Michael Ryan           | Ballylynch Adventure    | 60.20                  | 152.10      | 10   |
| IRL Irlanda        | Aoife Clark            | Master Crusoe           | 48.90                  | 152.10      | 10   |
| IRL Irlanda        | Joseph Murphy          | Electric Cruise         | 55.60                  | 152.10      | 10   |
| IRL Irlanda        | Camilla Speirs         | Portersize Just a Jiff  | 47.60                  | 152.10      | 10   |
| IRL Irlanda        | Mark Kyle              | Coolio                  | 58.70                  | 152.10      | 10   |
| CAN Canadá         | Michelle Mueller       | Amistad                 | 57.00                  | 154.10      | 11   |
| CAN Canadá         | Hawley Bennett-Awad    | Gin & Juice             | 48.70                  | 154.10      | 11   |
| CAN Canadá         | Peter Barry            | Kilrodan Abbott         | 61.70                  | 154.10      | 11   |
| CAN Canadá         | Jessica Phoenix        | Exponential             | 54.80                  | 154.10      | 11   |
| CAN Canadá         | Rebecca Howard         | Riddle Master           | 50.60                  | 154.10      | 11   |
| NED Países Baixos  | Tim Lips               | Oncarlos                | 51.70                  | 154.50      | 12   |
| NED Países Baixos  | Andrew Heffernan       | Millthyme Corolla       | 50.60                  | 154.50      | 12   |
| NED Países Baixos  | Elaine Pen             | Vira                    | 52.20                  | 154.50      | 12   |
| BRA Brasil         | Marcio Jorge           | Josephine               | 58.50                  | 170.40      | 13   |
| BRA Brasil         | Serguei Fofanoff       | Barbara                 | 72.00                  | 170.40      | 13   |
| BRA Brasil         | Marcelo Tosi           | Eleda All Black         | 58.00                  | 170.40      | 13   |
| BRA Brasil         | Ruy Fonseca            | Tom Bombadill Too       | 53.90                  | 170.40      | 13   |

### Cross-country
| CON                | Resultados individuais | Resultados individuais  | Resultados individuais | Resultados individuais | Pen. equipe | Pos. |
| CON                | Ginetes                | Cavalo                  | Pen. C-C               | Pen. total             | Pen. equipe | Pos. |
| ------------------ | ---------------------- | ----------------------- | ---------------------- | ---------------------- | ----------- | ---- |
| GER Alemanha       | Peter Thomsen          | Barny                   | 5.20                   | 63.70                  | 124.70      | 1    |
| GER Alemanha       | Dirk Schrade           | King Artus              | 10.80                  | 50.60                  | 124.70      | 1    |
| GER Alemanha       | Ingrid Klimke          | Butts Abraxxas          | 0.00                   | 39.30                  | 124.70      | 1    |
| GER Alemanha       | Sandra Auffarth        | Opgun Luovo             | 4.80                   | 44.80                  | 124.70      | 1    |
| GER Alemanha       | Michael Jung           | Sam                     | 0.00                   | 40.60                  | 124.70      | 1    |
| GBR Grã-Bretanha   | Nicola Wilson          | Opposition Buzz         | 0.00                   | 51.70                  | 130.20      | 2    |
| GBR Grã-Bretanha   | Mary King              | Imperial Cavalier       | 1.20                   | 42.10                  | 130.20      | 2    |
| GBR Grã-Bretanha   | Zara Phillips          | High Kingdom            | 0.00                   | 46.10                  | 130.20      | 2    |
| GBR Grã-Bretanha   | Kristina Cook          | Miners Frolic           | 0.00                   | 42.00                  | 130.20      | 2    |
| GBR Grã-Bretanha   | William Fox-Pitt       | Lionheart               | 9.20                   | 53.30                  | 130.20      | 2    |
| SWE Suécia         | Linda Algotsson        | La Fair                 | 20.00                  | 79.80                  | 131.40      | 3    |
| SWE Suécia         | Ludvig Svennerstål     | Shamwari                | 0.40                   | 44.10                  | 131.40      | 3    |
| SWE Suécia         | Sara Algotsson Ostholt | Wega                    | 0.00                   | 39.30                  | 131.40      | 3    |
| SWE Suécia         | Niklas Lindbäck        | Keymaster               | 2.80                   | 48.00                  | 131.40      | 3    |
| SWE Suécia         | Malin Petersen         | Sofarsogood             | 0.80                   | 61.20                  | 131.40      | 3    |
| NZL Nova Zelândia  | Jonelle Richards       | Flintstar               | 6.00                   | 62.70                  | 133.40      | 4    |
| NZL Nova Zelândia  | Jonathan Paget         | Clifton Promise         | 4.80                   | 48.90                  | 133.40      | 4    |
| NZL Nova Zelândia  | Caroline Powell        | Lenamore                | 1.60                   | 53.80                  | 133.40      | 4    |
| NZL Nova Zelândia  | Andrew Nicholson       | Nereo                   | 0.00                   | 45.00                  | 133.40      | 4    |
| NZL Nova Zelândia  | Mark Todd              | Campino                 | 0.40                   | 39.50                  | 133.40      | 4    |
| USA Estados Unidos | Boyd Martin            | Otis Barbotiere         | 3.60                   | 54.30                  | 155.20      | 5    |
| USA Estados Unidos | Karen O'Connor         | Mr. Medicott            | 5.60                   | 53.80                  | 155.20      | 5    |
| USA Estados Unidos | Tiana Coudray          | Ringwood Magister       | 25.60                  | 77.60                  | 155.20      | 5    |
| USA Estados Unidos | William Coleman        | Twizzel                 | 36.40                  | 82.70                  | 155.20      | 5    |
| USA Estados Unidos | Phillip Dutton         | Mystery Whisper         | 2.80                   | 47.10                  | 155.20      | 5    |
| AUS Austrália      | Chris Burton           | HP Leilani              | 0.00                   | 46.10                  | 173.40      | 6    |
| AUS Austrália      | Sam Griffiths          | Happy Times             | EL                     | 1000.00                | 173.40      | 6    |
| AUS Austrália      | Andrew Hoy             | Rutherglen              | 7.60                   | 49.30                  | 173.40      | 6    |
| AUS Austrália      | Lucinda Fredericks     | Flying Fish             | 38.00                  | 78.00                  | 173.40      | 6    |
| AUS Austrália      | Clayton Fredericks     | Bendigo                 | EL                     | 1000.00                | 173.40      | 6    |
| FRA França         | Denis Mesples          | Oregon de la Vigne      | 46.00                  | 107.50                 | 177.70      | 7    |
| FRA França         | Aurélien Kahn          | Cadiz                   | 39.60                  | 95.50                  | 177.70      | 7    |
| FRA França         | Lionel Guyon           | Nemetis de Lalou        | 20.00                  | 70.90                  | 177.70      | 7    |
| FRA França         | Donatien Schauly       | Ocarina du Chanois      | 7.20                   | 51.60                  | 177.70      | 7    |
| FRA França         | Nicolas Touzaint       | Hildago de L'Ile        | 7.60                   | 55.20                  | 177.70      | 7    |
| IRL Irlanda        | Michael Ryan           | Ballylynch Adventure    | EL                     | 1000.00                | 178.80      | 8    |
| IRL Irlanda        | Aoife Clark            | Master Crusoe           | 3.60                   | 52.50                  | 178.80      | 8    |
| IRL Irlanda        | Joseph Murphy          | Electric Cruise         | 4.80                   | 60.40                  | 178.80      | 8    |
| IRL Irlanda        | Camilla Speirs         | Portersize Just a Jiff  | EL                     | 1000.00                | 178.80      | 8    |
| IRL Irlanda        | Mark Kyle              | Coolio                  | 7.20                   | 65.90                  | 178.80      | 8    |
| BEL Bélgica        | Virginie Caulier       | Nepal du Sudre          | 21.20                  | 69.50                  | 185.80      | 9    |
| BEL Bélgica        | Carl Bouckaert         | Cyrano Z                | EL                     | 1000.00                | 185.80      | 9    |
| BEL Bélgica        | Marc Rigouts           | Dunkas                  | 56.80                  | 107.50                 | 185.80      | 9    |
| BEL Bélgica        | Joris Vanspringel      | Lully des Aulnes        | 12.80                  | 64.70                  | 185.80      | 9    |
| BEL Bélgica        | Karin Donckers         | Gazelle de la Brasserie | 11.60                  | 51.60                  | 185.80      | 9    |
| BRA Brasil         | Marcio Jorge           | Josephine               | 42.80                  | 101.30                 | 269.20      | 10   |
| BRA Brasil         | Serguei Fofanoff       | Barbara                 | EL                     | 1000.00                | 269.20      | 10   |
| BRA Brasil         | Marcelo Tosi           | Eleda All Black         | 29.60                  | 87.60                  | 269.20      | 10   |
| BRA Brasil         | Ruy Fonseca            | Tom Bombadill Too       | 46.40                  | 80.30                  | 269.20      | 10   |
| NED Países Baixos  | Tim Lips               | Oncarlos                | 22.00                  | 73.70                  | 1136.70     | 11   |
| NED Países Baixos  | Andrew Heffernan       | Millthyme Corolla       | 12.40                  | 63.00                  | 1136.70     | 11   |
| NED Países Baixos  | Elaine Pen             | Vira                    | EL                     | 1000.00                | 1136.70     | 11   |
| CAN Canadá         | Michelle Mueller       | Amistad                 | 63.20                  | 120.20                 | 1177.40     | 12   |
| CAN Canadá         | Hawley Bennett-Awad    | Gin & Juice             | EL                     | 1000.00                | 1177.40     | 12   |
| CAN Canadá         | Peter Barry            | Kilrodan Abbott         | EL                     | 1000.00                | 1177.40     | 12   |
| CAN Canadá         | Jessica Phoenix        | Exponential             | 2.40                   | 57.20                  | 1177.40     | 12   |
| CAN Canadá         | Rebecca Howard         | Riddle Master           | EL                     | 1000.00                | 1177.40     | 12   |
| JPN Japão          | Toshiyuki Tanaka       | Marquis de Plescop      | 60.00                  | 115.00                 | 1191.00     | 13   |
| JPN Japão          | Takayuki Yumira        | Latina                  | EL                     | 1000.00                | 1191.00     | 13   |
| JPN Japão          | Atsushi Negishi        | Pretty Darling          | 25.60                  | 76.00                  | 1191.00     | 13   |
| JPN Japão          | Kenki Sato             | Chippieh                | EL                     | 1000.00                | 1191.00     | 13   |
| JPN Japão          | Yoshiaki Oiwa          | Noonday de Conde        | EL                     | 1000.00                | 1191.00     | 13   |

### Saltos
| CON                | Resultados individuais | Resultados individuais  | Resultados individuais | Resultados individuais | Pen. equipe | Pos.              |
| CON                | Ginetes                | Cavalo                  | Pen. saltos            | Pen. total             | Pen. equipe | Pos.              |
| ------------------ | ---------------------- | ----------------------- | ---------------------- | ---------------------- | ----------- | ----------------- |
| GER Alemanha       | Peter Thomsen          | Barny                   | 8.00                   | 71.70                  | 133.70      | Medalha de ouro   |
| GER Alemanha       | Dirk Schrade           | King Artus              | 0.00                   | 50.60                  | 133.70      | Medalha de ouro   |
| GER Alemanha       | Ingrid Klimke          | Butts Abraxxas          | 9.00                   | 48.30                  | 133.70      | Medalha de ouro   |
| GER Alemanha       | Sandra Auffarth        | Opgun Luovo             | 0.00                   | 44.80                  | 133.70      | Medalha de ouro   |
| GER Alemanha       | Michael Jung           | Sam                     | 0.00                   | 40.60                  | 133.70      | Medalha de ouro   |
| GBR Grã-Bretanha   | Nicola Wilson          | Opposition Buzz         | 4.00                   | 55.70                  | 138.20      | Medalha de prata  |
| GBR Grã-Bretanha   | Mary King              | Imperial Cavalier       | 0.00                   | 42.10                  | 138.20      | Medalha de prata  |
| GBR Grã-Bretanha   | Zara Phillips          | High Kingdom            | 7.00                   | 53.10                  | 138.20      | Medalha de prata  |
| GBR Grã-Bretanha   | Kristina Cook          | Miners Frolic           | 1.00                   | 43.00                  | 138.20      | Medalha de prata  |
| GBR Grã-Bretanha   | William Fox-Pitt       | Lionheart               | 0.00                   | 53.30                  | 138.20      | Medalha de prata  |
| NZL Nova Zelândia  | Jonelle Richards       | Flintstar               | 9.00                   | 71.70                  | 144.40      | Medalha de bronze |
| NZL Nova Zelândia  | Jonathan Paget         | Clifton Promise         | 4.00                   | 52.90                  | 144.40      | Medalha de bronze |
| NZL Nova Zelândia  | Caroline Powell        | Lenamore                | 4.00                   | 57.80                  | 144.40      | Medalha de bronze |
| NZL Nova Zelândia  | Andrew Nicholson       | Nereo                   | 0.00                   | 45.00                  | 144.40      | Medalha de bronze |
| NZL Nova Zelândia  | Mark Todd              | Campino                 | 7.00                   | 46.50                  | 144.40      | Medalha de bronze |
| SWE Suécia         | Linda Algotsson        | La Fair                 | 0.00                   | 79.80                  | 148.40      | 4                 |
| SWE Suécia         | Ludvig Svennerstål     | Shamwari                | 8.00                   | 52.10                  | 148.40      | 4                 |
| SWE Suécia         | Sara Algotsson Ostholt | Wega                    | 0.00                   | 39.30                  | 148.40      | 4                 |
| SWE Suécia         | Niklas Lindbäck        | Keymaster               | 9.00                   | 57.00                  | 148.40      | 4                 |
| SWE Suécia         | Malin Petersen         | Sofarsogood             | 6.00                   | 67.00                  | 148.40      | 4                 |
| IRL Irlanda        | Michael Ryan           | Ballylynch Adventure    | EL                     | 1000.00                | 184.80      | 5                 |
| IRL Irlanda        | Aoife Clark            | Master Crusoe           | 0.00                   | 52.50                  | 184.80      | 5                 |
| IRL Irlanda        | Joseph Murphy          | Electric Cruise         | 0.00                   | 60.40                  | 184.80      | 5                 |
| IRL Irlanda        | Camilla Speirs         | Portersize Just a Jiff  | EL                     | 1000.00                | 184.80      | 5                 |
| IRL Irlanda        | Mark Kyle              | Coolio                  | 6.00                   | 71.90                  | 184.80      | 5                 |
| AUS Austrália      | Chris Burton           | HP Leilani              | 4.00                   | 50.10                  | 186.40      | 6                 |
| AUS Austrália      | Sam Griffiths          | Happy Times             | EL                     | 1000.00                | 186.40      | 6                 |
| AUS Austrália      | Andrew Hoy             | Rutherglen              | 8.00                   | 57.30                  | 186.40      | 6                 |
| AUS Austrália      | Lucinda Fredericks     | Flying Fish             | 1.00                   | 79.00                  | 186.40      | 6                 |
| AUS Austrália      | Clayton Fredericks     | Bendigo                 | EL                     | 1000.00                | 186.40      | 6                 |
| USA Estados Unidos | Boyd Martin            | Otis Barbotiere         | WD                     | 1000.00                | 208.60      | 7                 |
| USA Estados Unidos | Karen O'Connor         | Mr. Medicott            | 0.00                   | 53.80                  | 208.60      | 7                 |
| USA Estados Unidos | Tiana Coudray          | Ringwood Magister       | 11.00                  | 88.60                  | 208.60      | 7                 |
| USA Estados Unidos | William Coleman        | Twizzel                 | 2.00                   | 84.70                  | 208.60      | 7                 |
| USA Estados Unidos | Phillip Dutton         | Mystery Whisper         | 23.00                  | 70.10                  | 208.60      | 7                 |
| FRA França         | Denis Mesples          | Oregon de la Vigne      | 19.00                  | 126.50                 | 230.60      | 8                 |
| FRA França         | Aurélien Kahn          | Cadiz                   | 7.00                   | 102.50                 | 230.60      | 8                 |
| FRA França         | Lionel Guyon           | Nemetis de Lalou        | 0.00                   | 70.90                  | 230.60      | 8                 |
| FRA França         | Donatien Schauly       | Ocarina du Chanois      | WD                     | 1000.00                | 230.60      | 8                 |
| FRA França         | Nicolas Touzaint       | Hildago de L'Ile        | 2.00                   | 57.20                  | 230.60      | 8                 |
| BRA Brasil         | Marcio Jorge           | Josephine               | 4.00                   | 105.30                 | 295.20      | 9                 |
| BRA Brasil         | Serguei Fofanoff       | Barbara                 | EL                     | 1000.00                | 295.20      | 9                 |
| BRA Brasil         | Marcelo Tosi           | Eleda All Black         | 10.00                  | 97.60                  | 295.20      | 9                 |
| BRA Brasil         | Ruy Fonseca            | Tom Bombadill Too       | 12.00                  | 92.30                  | 295.20      | 9                 |
| BEL Bélgica        | Virginie Caulier       | Nepal du Sudre          | 9.00                   | 78.50                  | 1134.10     | 10                |
| BEL Bélgica        | Carl Bouckaert         | Cyrano Z                | EL                     | 1000.00                | 1134.10     | 10                |
| BEL Bélgica        | Marc Rigouts           | Dunkas                  | WD                     | 1000.00                | 1134.10     | 10                |
| BEL Bélgica        | Joris Vanspringel      | Lully des Aulnes        | WD                     | 1000.00                | 1134.10     | 10                |
| BEL Bélgica        | Karin Donckers         | Gazelle de la Brasserie | 4.00                   | 55.60                  | 1134.10     | 10                |
| NED Países Baixos  | Tim Lips               | Oncarlos                | 13.00                  | 86.70                  | 1161.70     | 11                |
| NED Países Baixos  | Andrew Heffernan       | Millthyme Corolla       | 12.00                  | 75.00                  | 1161.70     | 11                |
| NED Países Baixos  | Elaine Pen             | Vira                    | EL                     | 1000.00                | 1161.70     | 11                |
| JPN Japão          | Toshiyuki Tanaka       | Marquis de Plescop      | 4.00                   | 119.00                 | 1207.00     | 12                |
| JPN Japão          | Takayuki Yumira        | Latina                  | EL                     | 1000.00                | 1207.00     | 12                |
| JPN Japão          | Atsushi Negishi        | Pretty Darling          | 12.00                  | 88.00                  | 1207.00     | 12                |
| JPN Japão          | Kenki Sato             | Chippieh                | EL                     | 1000.00                | 1207.00     | 12                |
| JPN Japão          | Yoshiaki Oiwa          | Noonday de Conde        | EL                     | 1000.00                | 1207.00     | 12                |
| CAN Canadá         | Michelle Mueller       | Amistad                 | WD                     | 1000.00                | 2071.20     | 13                |
| CAN Canadá         | Hawley Bennett-Awad    | Gin & Juice             | EL                     | 1000.00                | 2071.20     | 13                |
| CAN Canadá         | Peter Barry            | Kilrodan Abbott         | EL                     | 1000.00                | 2071.20     | 13                |
| CAN Canadá         | Jessica Phoenix        | Exponential             | 14.00                  | 71.20                  | 2071.20     | 13                |
| CAN Canadá         | Rebecca Howard         | Riddle Master           | EL                     | 1000.00                | 2071.20     | 13                |